# Ковентри, Томас, 1-й граф Ковентри
Томас Ковентри, 1-й граф Ковентри (англ. Thomas Coventry, 1st Earl of Coventry; ок. 1629 — 15 июля 1699) — английский пэр и политик.

## Биография
Родился около 1620 года. Младший сын Томаса Ковентри, 2-го барона Ковентри (1606—1661), и его жены Мэри, урожденной Крейвен (1602—1634), дочери сэра Уильяма Крейвена, бывшего лорд-мэра Лондона. Внук Томаса Ковентри, 1-го барона Ковентри (1578—1640).
В апреле 1660 года он был избран членом парламента от Дройтвича в парламенте Конвента. Он был избран депутатом от Кэмелфорда в 1661 году в Кавалерский парламент. В 1681 году он был избран депутатом от Уорика и был переизбран в 1685 году.
25 июля 1687 года после смерти своего племянника, Джона Ковентри, 4-го барона Ковентри (1654—1687), Томас Ковентри унаследовал титул 5-го барона Ковентри, став членом Палаты лордов Англии.
26 апреля 1697 года для Томаса Ковентри были созданы титулы 1-го графа Ковентри (Пэрство Англии) и 1-го виконта Дирхерста из Дирхерста в графстве Глостершир (Пэрство Англии).

## Семья
Лорд Ковентри был дважды женат. Около 1660 года он женился первым браком на Уинифред Эджкумб (? — 11 июня 1694), дочери Пирса Эджкумба из Маунт-Эджкумба, Девон. Она умерла в июне 1694 года и была похоронена в церкви Святого Джеймса в Клеркенуэлле, Лондон. Дети от первого брака:
- Томас Ковентри, 2-й граф Ковентри (ок. 1662 — август 1710), старший сын и преемник отца.
- Гилберт Ковентри, 4-й граф Ковентри (ок. 1668 — 27 октября 1719)

16 июля 1695 года он женился во второй раз на Элизабет Граймс (июль 1669 — 10 апреля 1724), второй дочери Ричарда Граймса и его жены Энн Перри.
Он умер в июле 1699 года и был похоронен в церкви Святой Марии Магдалины в Крум-д’Абито, Вустершир. Ему наследовал титул графа его старший сын от первого брака, Томас.
Леди Ковентри снова вышла замуж в мае 1700 года за Томаса Сэвиджа (1673—1742), лорда замка Элмли в Вустершире, от которого у нее было две дочери, и умерла 10 апреля 1724 года.